# Veronika de Desenice
Pour l’article homonyme, voir Veronika de Desinić.
Veronika de Desenice (en croate Veronika Desinićka, en slovène Veronika Deseniška ; morte le 17 octobre 1425) est la deuxième femme de Frédéric II, comte de Celje.

## Biographie

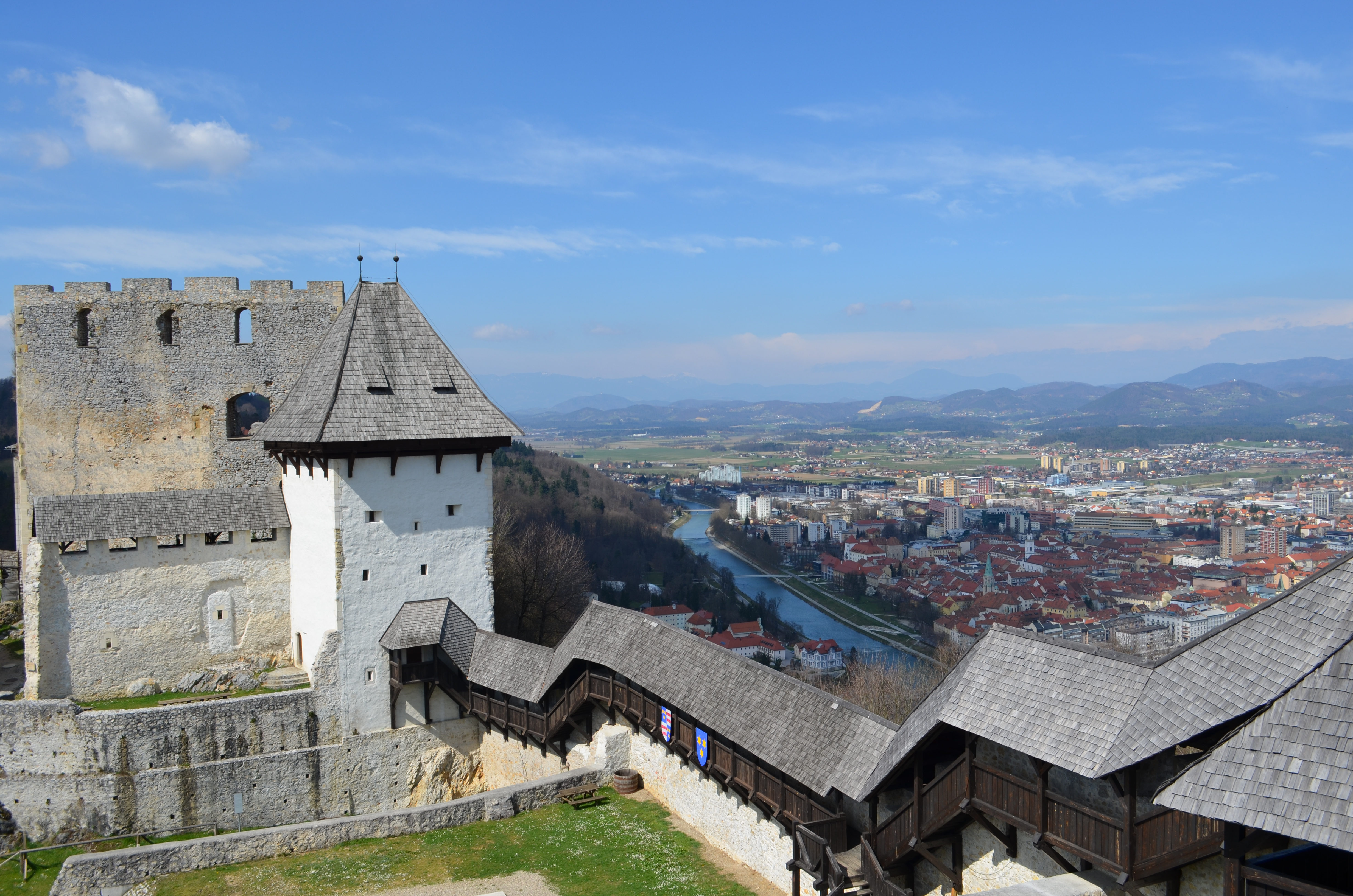
Vue de Cilje depuis la vieille ville.

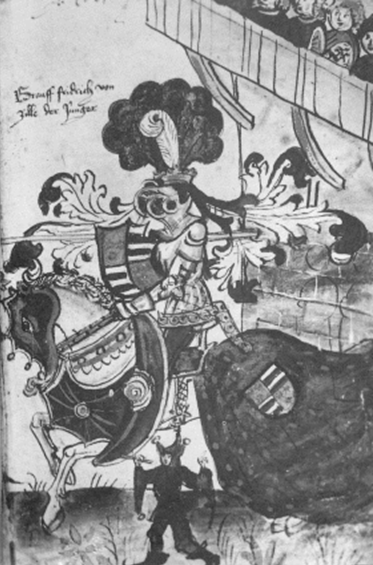
Frédéric II comte de Celje.

Les détails de sa vie sont peu connus. Le nom Desinićka viendrait peut-être du village de Desinić en Croatie, où Frédéric a également de vastes domaines. Le nom apparaît sous diverses formes selon les sources historiques : Dessnitz, Dessenitz, Desnicze, Teschnitz, Teschenitz et Dessewitz. Comme Veronika appartient à la noblesse mineure, le père de Frédéric, Hermann II, s'oppose au mariage. Les chroniques du Comte de Celje suggèrent que Hermann II fait arrêter son fils et, tout en le retenant prisonnier, entame un procès contre Veronika en l'accusant de sorcellerie. Elle est acquittée par le tribunal mais est, contre toute attente, incarcérée dans le château d'Ojstrica près de Tabor. Elle meurt par noyade (peut-être sur les ordres de Hermann II) en 1425. Elle est enterrée à Braslovče et quelques années plus tard Frédéric s'arrange pour que ses restes soient enterrés à la chartreuse de Jurklošter  et en sa mémoire fait également une dotation au monastère à Bistra.

## Postérité
La tragique histoire d'amour de Veronika et de Frédéric marque le début de la fin de maison de Celje et inspire la création de nombreuses œuvres littéraires. Veronika est ainsi le personnage principal de Nedolžnost in sila (Innocence et force) de Josipina Turnograjska en 1851, dans la pièce de théâtre de Josip Jurčič en 1880, de la pièce Veronika Deseniška d'Oton Župančič en 1924, dans la pièce Celjski Grofje (Les Comtes de Celje) de Bratko Kreft en 1932, dans l'opéra intitulé Veronika Deseniška de Danilo Švara en 1946, dans la pièce Celjski grof na žrebcu (Le Comte de Celje sur un étalon) de Franček Rudolf en 1968, dans la pièce Veronika en 1974 de Franček Rudolf, et dans le roman pour enfants Veronika Deseniška de Dušan Čater en 1996. Elle inspire également des œuvres en croate, allemand, tchèque et italien.
Le Veronika Poetry Award et le Veronika Festival portent le nom de Veronika of Desenice.
Le titre "Veronika", représentant la Slovénie à l'Eurovision 2024 et interprété par la chanteuse Raiven, est également inspiré de l'histoire de Veronika de Desenice.